# La Gravelle
La Gravelle är en kommun i departementet Mayenne i regionen Pays de la Loire i nordvästra Frankrike. Kommunen ligger i kantonen Loiron som tillhör arrondissementet Laval. År 2022 hade La Gravelle 570 invånare.

## Befolkningsutveckling
Antalet invånare i kommunen La Gravelle
| Referens: INSEE |